# Resolutie 333 Veiligheidsraad Verenigde Naties
Resolutie 333 van de Veiligheidsraad van de Verenigde Naties werd op 22 mei 1973 aangenomen. Dit gebeurde met twaalf stemmen voor en drie onthoudingen van Frankrijk, het Verenigd Koninkrijk en de Verenigde Staten.

## Achtergrond
Nadat een blanke minderheid in Zuid-Rhodesië het land illegaal onafhankelijk had verklaard, legden de Verenigde Naties sancties op.

## Inhoud
De Veiligheidsraad:
- Herinnert aan de resoluties 320 en 328.
- Merkt op dat de door de VN genomen maatregelen het illegale regime in Zuid-Rhodesië niet hebben beëindigd.
- Herhaalt zijn bezorgdheid dat sommige landen ondanks de resoluties nog steeds handel drijven met het illegale regime.
- Veroordeelt de weigering van Zuid-Afrika en Portugal om de Sancties tegen Zuid-Rhodesië in te stellen.
- Heeft het tweede rapport van het in resolutie 253 opgerichte comité overwogen.
- Neemt akte van de brief van de voorzitter van het speciale comité over de uitvoering van de verklaring van onafhankelijkheidsverlening aan koloniale landen en volkeren.

1. Keurt de aanbevelingen en suggesties in het rapport goed.
2. Vraagt het comité, alle landen en de Secretaris-Generaal om deze aanbevelingen en suggesties zo snel mogelijk uit te voeren.
3. Vraagt landen die wetten hebben die de invoer van mineralen en andere producten uit Zuid-Rhodesië toelaten om deze onmiddellijk af te schaffen.
4. Roept landen op om hun burgers die de sancties omzeilen streng te straffen als ze:
a. Goederen uit Zuid-Rhodesië invoeren.
b. Goederen uitvoeren naar Zuid-Rhodesië.
c. Medewerking verlenen aan de in- of uitvoer uit Zuid-Rhodesië.
d. Zuid-Rhodesië medewerking verlenen aan de in- of uitvoer van goederen of diensten.
e. Zaken doen met klanten in Zuid-Afrika, Angola, Mozambique, Guinee-Bissau en Namibië nadat geweten is dat deze de goederen verder uitvoeren naar of invoeren uit Zuid-Rhodesië.
5. Vraagt dat landen die handel drijven met Zuid-Afrika en Portugal contractueel bepalen dat de goederen niet uit Zuid-Rhodesië mogen kopen of aan Zuid-Rhodesië doorverkocht mogen worden.
6. Roept landen op hun verzekeringsmaatschappijen te verbieden vliegverkeer van of naar Zuid-Rhodesië te verzekeren.
7. Roept landen op te zorgen dat scheepvaartverzekeringscontracten geen goederen voor of uit Zuid-Rhodesië dekken.
8. Roept landen op aan het comité te melden vanwaar en hoeveel chroom, asbest, nikkel, ruwijzer, tabak, vlees en suiker ze hebben en hoeveel daarvan ze uit Zuid-Rhodesië hadden verkregen voordat de sancties werden ingesteld.

## Verwante resoluties
- Resolutie 328 Veiligheidsraad Verenigde Naties
- Resolutie 329 Veiligheidsraad Verenigde Naties
- Resolutie 386 Veiligheidsraad Verenigde Naties
- Resolutie 388 Veiligheidsraad Verenigde Naties

Lijst ·  325 ·  326 ·  327 ·  328 ·  329 ·  330 ·  331 ·  332 ·  333 ·  334 ·  335 ·  336 ·  337 ·  338 ·  339 ·  340 ·  341 ·  342 ·  343 ·  344